# Franciszek Krawczyk
Franciszek Krawczyk – poseł do Sejmu Krajowego Galicji I kadencji (1861–1867), włoscianin z wsi Kaniów w powiecie Biała.
Wybrany w IV kurii obwodu Wadowice, z okręgu wyborczego nr 72 Kenty-Biała-Oświecim. 